# 혼메초코

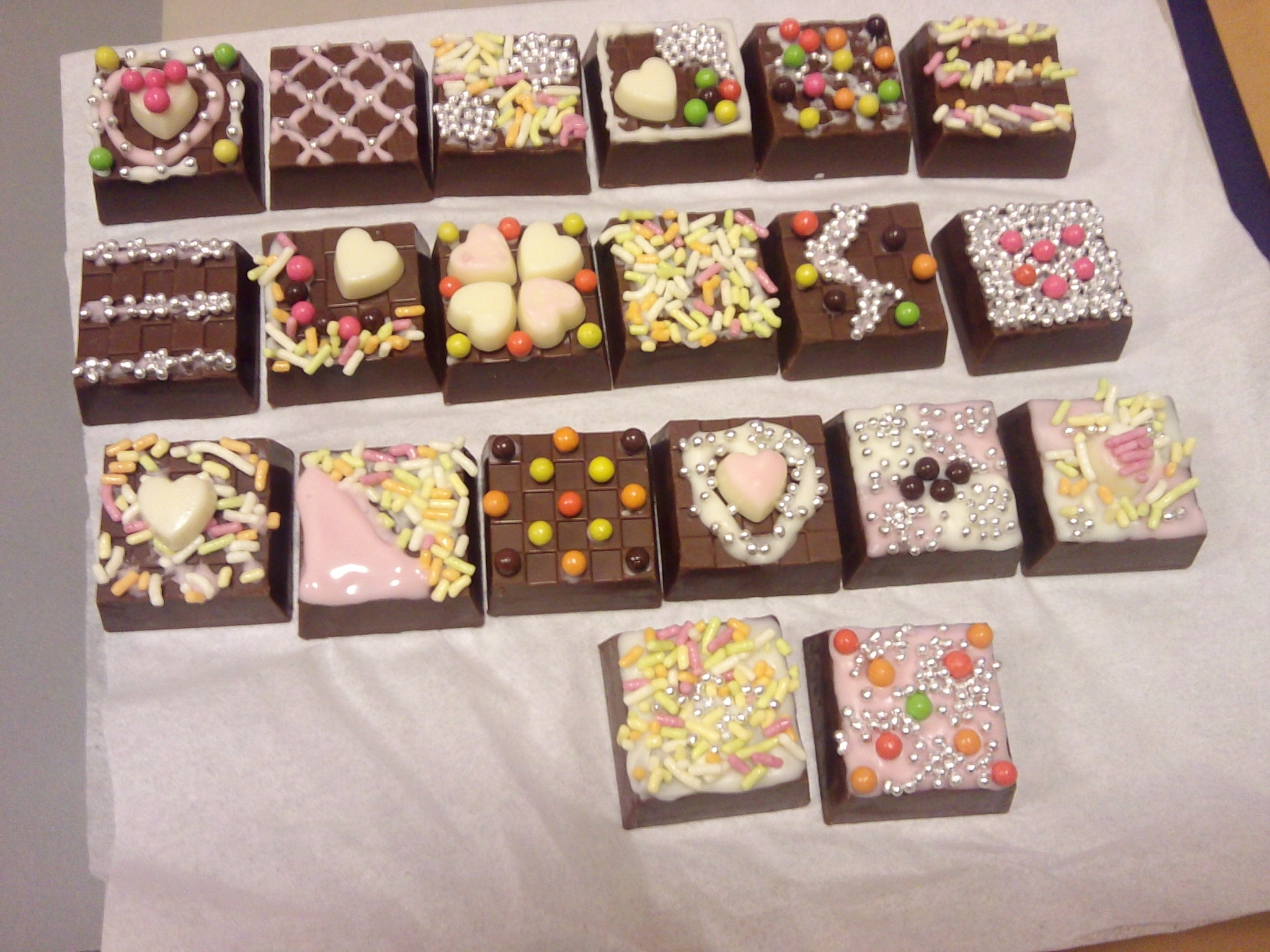

혼메초코(일본어: 本命チョコ)는 일본의 발렌타인 데이 여자가 마음이 있는 남성에게 주는 초콜릿이다. 남자 친구와 후보 남편 등에 주어진다. 기리초코에 비해 질이 높고 비싼 것이 선택된다.
집에서 만드는 혼메초코 또한 대중화되어 있다.